# Opera Sauvage
Opéra Sauvage é um álbum de estúdio do músico grego Vangelis, lançado em 1979. O álbum serviu de trilha para o documentário sobre a natureza de mesmo nome produzido pelo cineasta francês Frédéric Rossif.

## Faixas
1. "Hymne"  – 2:40
2. "Rêve"  – 12:26
3. "L'Enfant"  – 4:57
4. "Mouettes"  – 2:28
5. "Chromatique"  – 3:25
6. "Irlande"  – 4:43
7. "Flamants Roses"  – 11:50